# Меланьїн Володимир Михайлович
Володи́мир Миха́йлович Мела́ньїн (1 грудня 1933 — 10 серпня 1994) — радянський біатлоніст. Заслужений майстер спорту СРСР (1962). Учасник двох зимових Олімпіад (1960, 1964).

## Досягнення
- Олімпійський чемпіон (1): 1964
- Чемпіон світу (3): 1959, 1962, 1963

## Нагороди
- Орден Трудового Червоного Прапора (30.03.1965)
- Орден «Знак Пошани» (1960)